# Arquímides Ordóñez
Arquímides Rafael Zacarías „Quimi” Ordóñez (ur. 5 sierpnia 2003 w Cincinnati) – gwatemalski piłkarz pochodzenia włoskiego z obywatelstwem amerykańskim występujący na pozycji napastnika lub skrzydłowego, reprezentant Gwatemali, od 2025 roku zawodnik mołdawskiego Zimbru Kiszyniów.